# Franz Pflugradt
Friedrich Ludwig Franz Pflugradt (né le 19 janvier 1861 à Zettemin, mort le 16 février 1946 à Zingst) est un peintre allemand.

## Biographie
Ce fils d'un agriculteur est également actif dans cette profession. À 27 ans, il commence des études à l'académie des beaux-arts de Berlin sur les conseils de son oncle, le peintre berlinois Gustav Pflugradt, dans la classe de peinture paysagiste d'Eugen Bracht et Max Koner. Après cela, il travaille quelque temps à Berlin comme pigiste. À partir de 1910, il a sa résidence à Stralsund. Ses voyages d’études l'emmènent plusieurs fois en Scandinavie.
Les origines de Franz Pflugradt remontent encore plus loin que son oncle, son arrière-arrière-grand-oncle est Caspar David Friedrich.

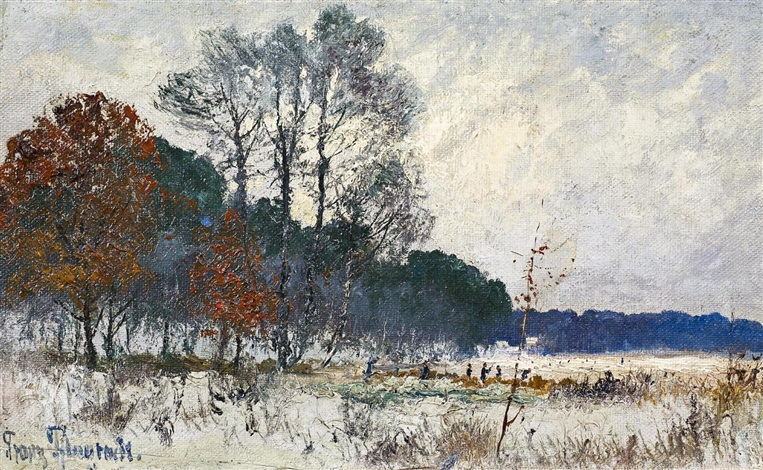
Paysage marin en hiver

Il passe régulièrement les mois d'été sur le Darß et à Zingst et dans les îles de Hiddensee et Rügen. Il est un peintre des paysages de la Poméranie occidentale. Ses motifs principaux viennent de la nature locale, mais ses paysages incluent également des vues de villes et de bâtiments individuels, à Stralsund et d'autres villes de la région. Vers 1920, il crée le tableau Stralsund von der Seeseite. Le peintre applique les couleurs non seulement au pinceau, mais également à la spatule et aux baguettes en bois, ce qui permet d'obtenir un effet "impressionniste" atmosphérique. Jusqu'à la Grande Dépression, il trouve de nombreux acheteurs pour son travail, puis tombe rapidement dans l'oubli et meurt seul et appauvri.
Ce n’est qu’en 1952 et 1975 que le musée de Stralsund (en) acquiert 15 peintures à l'huile et une aquarelle appartenant à des intérêts privés, notamment des paysages côtiers et insulaires de Poméranie, des vues sur les montagnes norvégiennes, des scènes de chasse et des paysages urbains.
La ville de Stralsund baptiste une rue en son nom. À l'occasion du cinquantième anniversaire de la mort du peintre, le musée d'histoire culturelle de la ville lui rend hommage en 1997 avec une exposition qui lui est consacrée. Une autre exposition spéciale a lieu au musée de Zingst en 2017.